# النموذج البيئي الحيوي
يعتبر النموذج البيئي الحيوي للتطور السلوكي نموذجًا نظريًا للتفاعلات بين البيئة والجينات في عملية التطور لدى البشر. اقترح هذا النموذج لأول مرة من قبل يوري برونفنبرنر وستيفن سيسي في عام 1994 كامتداد لنموذج برونفنبرنر النظري الأصلي لتطور البشر، والذي كان يسمى بنظرية الأنظمة البيئية. طور برونفنبرنر النموذج البيئي الحيوي بعد إدراكه أن نموذجه الأول تجاهلته النظريات الأخرى التي تناولت تطور السلوك البشري، والذي كان يركز بشكل أساسي على الإطار الخارجي للتطور (الإطار البيئي).
يمكن أن ينطبق النموذج البيئي الحيوي للتطور السلوكي البشري على كل من الأطفال والبالغين على حد سواء، ليكون مقاربة حياتية لهذا التطور. يؤكد إطار العمل على أهمية فهم التأثيرات المزدوجة بين تطور سلوك الأفراد وتطور الأُطر البيئية المحيطة بهم. في النموذج البيئي الحيوي، وعلى عكس النماذج السابقة، يضع برونفنبرنر الوقت كمكون هام ضمن الطريقة التي يتغير بها الناس والبيئة المحيطة بهم. يقترح النموذج البيئي الحيوي طريقة جديدة لإجراء الأبحاث التي يمكن أن يكون لها تأثير فعال في علم النفس التطوري، وما زالت هذه الطريقة فعالة حتى اليوم.

## النموذج الأصلي
أطلق برونفنبرنر على نموذجه الأصلي اسم «نظرية الأنظمة البيئية». عبر هذا الإطار، أكد برونفنبرنر على الحاجة لفهم التطور السلوكي للأفراد داخل البيئات التي يعيشون فيها. ولوضع تصور للأُطر البيئية، حدد -وصف- خمسة أنظمة بيئية:
1. ميكروسيستم: هو الطبقة الأكثر عمقًا في نموذج برونفنبرنر. يعتبر هذا الإطار هو الأقرب للفرد، ويشمل العلاقات الشخصية والتفاعلات المباشرة مع الأشياء المحيطة. على سبيل المثال، يعتبر أفراد الأسرة ومدرسة الطفل أجزاء من الميكروسيستم.[2]
2. ميزوسيستم: يتضمن الميزوسيستم التفاعلات بين الأجزاء المختلفة لنظام الميكروسيستم. فيمكن اعتبار العلاقة بين مدرسة الطفل والأسرة جزء من الميزوسيستم، بسبب احتمالية تفاعل هذين التأثيرين المباشرين -أجزاء من الميكروسيستم-.
3. إكزوسيستم: لا يؤثر الإكزوسيستم بشكل مباشر على الأفراد، فهو يشمل الأجزاء الهيكلية داخل الميكروسيستم. على سبيل المثال، الصعوبات المالية التي تواجه الأسرة أو فقدان عمل الوالدين، يمكن لهذه العوامل التأثير على الطفل لكن بشكل غير مباشر.[3]
4. الماكروسيستم: يعتبر الماكروسيستم الطبقة الأكثر بعدًا في نموذج برونفنبرنر. يشمل هذا النظام الأيدلوجيات والمعتقدات الثقافية والاجتماعية التي تؤثر على بيئة الأفراد. على سبيل المثال، إمكانية دمج القوانين في الماكروسيستم.
5. الكرونوسيستم: اقترح برونفنبرنر أن الأفراد يمكنهم التفاعل باستمرار مع هذه الأنظمة. أكد أيضًا على أن كلًا من الأفراد والبيئات يؤثران على بعضهما البعض. ومع ذلك، في نموذجه الأصلي، أدرك برونفنبرنر عدم وجود تركيز كاف على الدور الذي يلعبه الأفراد في تطور سلوكياتهم، وكانت هذه نقطة بداية تطوير هذا النموذج.[4]

## تطور نظرية برونفنبرنر
اقترح برونفنبرنر بشكل غير رسمي أفكارًا جديدة تركز على نظرية الأنظمة البيئية خلال الفترة من أواخر سبعينيات القرن الماضي، وحتى أوائل الثمانينيات، أثناء المحاضرات والعروض التي قدمها أمام المجتمع النفسي. بدأ برونفنبرنر بتحديد دور العوامل الرئيسية في التطور السلوكي بعد أن فحص نظريته الأصلية. في عام 1986، نشر نظريته الجديدة تحت اسم «نظرية الأنظمة البيئية الحيوية».
كان المعلم الروسي ليف فيجوتسكي واحدًا من المؤثرين الرئيسيين على ل برونفنبرنر. ابتكر فيجوتسكي نظرية التطور للتعلم الاجتماعي في عشرينيات وثلاثينيات القرن الماضي لفهم كيفية تعلم الناس داخل الأُطر الاجتماعية، وكيفية تأثير البيئات الاجتماعية على التعلم. اعترف فيجوتسكي أن التعلم دائمًا ما يحدث خلال المراحل العمرية المختلفة، ولا يمكن فصله عن الإطار الاجتماعي الذي حدث فيه، وأن هذه العملية مكملة لتطور سلوك الطفل.
كيرت لفين، رائد ألماني في نماذج الأنظمة البيئية، ومؤسس علم النفس الاجتماعي الحديث، برز في استخدام الوسائل النظرية والتجريبية لاختبار الفرضيات. ركز لفين على مجال -حيز- الحياة، والذي عرفه على أنه أنشطة الشخص النفسية السلوكية التي تحدث داخل المجال النفسي. مجال -حيز- الحياة هو الذي يحتوي على أحداث الماضي والحاضر والمستقبل التي تشكل الفرد وتؤثر عليه. قاده التركيز على الفردية إلى عمل مخطط بياني لمجال -حيز- الحياة، يحتوي على إشارات تؤدي إلى الأهداف الحياتية الممكنة سواء الإيجابية أو السلبية. بشكل عام، تشدد نماذج الأنظمة البيئية للفين على الحالات الظرفية -الطارئة- والقريبة. بالإضافة إلى ذلك، توضح نظرية لفين أن السلوك ما هو إلا الدور الذي يقوم به الشخص من خلال البيئة التي يعيش فيها، والذي يتأثر بتجاربه السابقة.
تأثر برونفنرنر أيضًا بزميله ستيفين ج. سيسي، والذي اشترك معه في تأليف مقالة بعنوان «إعادة صياغة المفاهيم السلوكية والبيئية من المنظور التنموي: النظرية البيئية الحيوية» في عام 1994. أعاد ستيفين تعريف نهج العلم النفسي التنموي الحديث إلى التطور الذهني. ركز على توقع نمط وشكل الترابطات بين المتغيرات الوراثية والنفسية والإدراكية كميزة -علامة- للعمليات التقاربية بين البيئة والإنسان. نشر ستيفن وبرونفنبرنر بدايات النموذج البيئي الحيوي معًا وجعلاه متاحًا للاستخدام لفهم العمليات التطورية السلوكية.

## دور التكنولوجيا
في عالم مترابط ومتشابك اليوم، أصبح للتواصل وللأجهزة التكنولوجية دورًا كبيرًا على البنية الخلوية الدقيقة، والكيمياء الحيوية المعقدة لأدمغتنا، والتي تؤثر فعليًا على تصرفاتنا وشخصياتنا والسمات المميزة لنا. في بحث أجرته الكلية الطبية بجامعة هارفارد، سلط الضوء على قوة الخيال البشري والتغيرات الهيكلية التي تؤثر على دماغ الإنسان في المستوى الخلوي الدقيق، وبالتالي إحداث تغيرات على شخصية وسلوك الفرد. برهن العلماء أنه لو كان التخيل قادرًا على إحداث تغيرات دائمة في الدماغ، فإن تأثيرات التكنولوجيا الرقمية على الدماغ البشري يمكنها أن تنتج تغيرات سلوكية مثل ضعف الانتباه، وانخفاض مهارات التواصل والتفكير التجريدي. ومع ذلك، توجد أبحاث كافية لإثبات الآثار الإيجابية لألعاب تدريب العقل على الحاسوب، والتي تهدف لإبقاء خلايا الدماغ نشطة قدر المستطاع.
وفقًا للكاتب التكنولوجي نيكولاس كار، إن التكنولوجيا دائمًا ما تؤثر على تطور الدماغ والطريقة التي نفكر بها عبر التاريخ، ويتضح ذلك على العديد من الأمثلة مثل القراءة والاستخدام المتزايد للإنترنت. لاحظ نيكولاس أن تطور عادات القراءة حفز أدمغتنا على التركيز على النص والتخيل، وتعرضنا المتزايد للإنترنت يعزز قدرتنا على تنقيح وفلترة المعلومات بشكل فعال وسهل. يعد الانتباه العامل الرئيسي الذي يمهد الطريق لكل نواحي التعلم والمعرفة مثل القدرة على الإدراك والتذكر، وتعلم اللغات، والإبداع، وحل المشكلات، وصنع القرارات. يعتبر الانتباه صفة عالية المرونة يمكنها أن تتأثر بالبيئة المحيطة. أظهر بحث جديد أن اختراع وسائل الترفيه الرقمية غيّر اتساع الانتباه بتقديم محفزات بصرية جاهزة ما قلل الحاجة إلى التخيل. في مثل هذه البيئات، يصبح اللهو هو المعيار والذاكرة، وبالتالي تأثر التركيز. بالتأكيد، يعتبر هذا تناقض حاد مع حال أطفال الماضي الذين كانوا يقضون الكثير من وقتهم في القراءة، والتي تتطلب ثباتًا وعمقًا في الانتباه والتخيل والذاكرة، وبالتالي كان اللهو والتشتت في حدهم الأدنى.
ومع ذلك، أظهرت الدراسات أن وسائل الإعلام المرئية تحسن من القدرات البصرية والمكانية للأطفال، وتحديد المعلومات المترابطة في نص مليء بالوصلات الخارجية والإعلانات. ربما تسمح التكنولوجيا لأطفال اليوم باستعراض المعلومات بشكل مختلف مقارنة بأطفال الأمس، فالأطفال أكثر مهارة في تذكر مكان المعلومات عن المعلومات نفسها. ربما يسمح هذا للدماغ بالمشاركة في أنشطة عالية المستوى مثل التأمل، والتفكير النقدي، وحل المشكلات.

## الشعور، والقدرة على التعاطف
وفقًا لدراسة أُجريت على مجموعتين من طلاب الصف السادس، إن الأطفال الذين لم يتمكنوا من الوصول للأجهزة الإلكترونية لنحو خمسة أيام، أظهروا تجاوبًا عاطفيًا وتلميحات -إشارات- غير شفهية أكثر من أولئك الذين استخدموا الأجهزة الإلكترونية خلال نفس المدة.